# Jakub Rok
Jakub Adam Rok (zm. 28 listopada 2024) – polski farmaceuta, doktor habilitowany nauk medycznych i nauk o zdrowiu, profesor na Śląskiego Uniwersytetu Medycznego w Katowicach.

## Kariera naukowa
W 2010 roku ukończył studia magisterskie na kierunku farmacja na Wydziale Nauk Farmaceutycznych Śląskiego Uniwersytetu Medycznego w Sosnowcu. W 2015 roku został zatrudniony na tejże uczelni, a w 2016 roku na tym samym wydziale uzyskał stopień doktora nauk farmaceutycznych na podstawie rozprawy pt. Cytotoksyczność i fototoksyczność tetracyklin – badania in vitro z wykorzystaniem melanocytów prawidłowych, której promotorem była Ewa Buszman. W 2023 roku ta sama uczelnia nadała mu stopień doktora habilitowanego nauk medycznych i nauk o zdrowiu na podstawie pracy pt. Ocena cytotoksyczności wybranych tetracyklin w stosunku do ludzkich melanocytów epidermalnych oraz komórek czerniaka.